# Bač, Srbija
Bač (izvirno srbsko Бач) je naselje v Srbiji, ki je središče istoimenske občine; slednja pa je del Južnobačkega upravnega okraja.

## Demografija
V naselju živi 4883 polnoletnih prebivalcev, pri čemer je njihova povprečna starost 40,0 let (38,8 pri moških in 41,1 pri ženskah). Naselje ima 2103 gospodinjstev, pri čemer je povprečno število članov na gospodinjstvo 2,89.
To naselje je, glede na rezultate popisa iz leta 2002, v glavnem srbsko.
|  |

| Demografija | Demografija     | Demografija     |
| Leto        | Št. prebivalcev | Št. prebivalcev |
| ----------- | --------------- | --------------- |
|             |                 |                 |
|             |                 |                 |
|             |                 |                 |
|             |                 |                 |
| 1948        | 5158            |                 |
| 1953        | 6094            |                 |
| 1961        | 6321            |                 |
| 1971        | 5916            |                 |
| 1981        | 5994            |                 |
| 1991        | 6046            | 5838            |
| 2002        | 6331            | 6087            |
|             |                 |                 |

| Etnična sestava po popisu iz leta 2002 | Etnična sestava po popisu iz leta 2002 | Etnična sestava po popisu iz leta 2002 | Etnična sestava po popisu iz leta 2002 | Etnična sestava po popisu iz leta 2002 |
| -------------------------------------- | -------------------------------------- | -------------------------------------- | -------------------------------------- | -------------------------------------- |
| Srbi                                   | Srbi                                   |                                        | 4.274                                  | 70,21%                                 |
| Hrvati                                 | Hrvati                                 |                                        | 509                                    | 8,36%                                  |
| Madžari                                | Madžari                                |                                        | 418                                    | 6,86%                                  |
| Jugoslovani                            | Jugoslovani                            |                                        | 272                                    | 4,46%                                  |
| Slovaki                                | Slovaki                                |                                        | 142                                    | 2,33%                                  |
| Romi                                   | Romi                                   |                                        | 43                                     | 0,70%                                  |
| Nemci                                  | Nemci                                  |                                        | 42                                     | 0,68%                                  |
| Črnogorci                              | Črnogorci                              |                                        | 31                                     | 0,50%                                  |
| Muslimani                              | Muslimani                              |                                        | 13                                     | 0,21%                                  |
| Ukrajinci                              | Ukrajinci                              |                                        | 7                                      | 0,11%                                  |
| Bunjevci                               | Bunjevci                               |                                        | 4                                      | 0,06%                                  |
| Rusini                                 | Rusini                                 |                                        | 3                                      | 0,04%                                  |
| Slovenci                               | Slovenci                               |                                        | 2                                      | 0,03%                                  |
| Makedonci                              | Makedonci                              |                                        | 2                                      | 0,03%                                  |
| Rusi                                   | Rusi                                   |                                        | 1                                      | 0,01%                                  |
| Bolgari                                | Bolgari                                |                                        | 1                                      | 0,01%                                  |
| Albanci                                | Albanci                                |                                        | 1                                      | 0,01%                                  |
| Neznano                                | Neznano                                |                                        | 40                                     | 0,65%                                  |